# 広島県立沼南高等学校
広島県立沼南高等学校（ひろしまけんりつ しょうなん こうとうがっこう）は、広島県福山市沼隈町にある県立高等学校。沼隈半島南部に設置されている唯一の高等学校である。また農業実習のための農地も保有している。

## 概要
歴史
1911年（明治44年）創立の実業補習学校を前身とする。1921年（大正10年）に実業学校、1948年（昭和23年）の学制改革により新制高等学校となった。2021年（令和3年）に創立110周年を迎えた。
設置課程・学科
全日制課程 2学科
- 家政科
- 園芸デザイン科

校訓
「まこと」
生活信条
「誠実・努力」
校歌
作詞は葛原しげる、作曲は下総皖一による。歌詞は3番まであり、各番に校名の「沼南高校」が登場する。
校舎
農場併設の校舎「鷹ノ巣校舎」（〒720-0402 福山市沼隈町中山南1523-2、北緯34度25分28.1秒 東経133度19分56.4秒）が別にある。
イメージキャラクター
校訓にちなみ「まことん」と命名された。

## 沿革
- 1911年（明治44年）5月 - 「沼隈郡立実業補習学校」として創立。
- 1921年（大正10年）4月 - 「沼隈郡立高等実業補習学校」に改称。
- 1926年（大正15年）10月 - 県立移管により「広島県立沼南実業学校」に改称。
- 1943年（昭和18年）4月 - 女子部専攻科を設置。
- 1948年（昭和23年）
  - 5月 - 学制改革により、旧制・実業学校が廃止され、新制高等学校「広島県沼南高等学校」が創立。
  - 7月 - 定時制課程を設置。
- 1949年（昭和24年）4月 - 高校三原則に基づく公立高等学校再編が行われ、総合制高等学校となる。
  - 男女共学の通常制（全日制）普通課程・生活課程・農業課程、定時制生活課程・昼間農業課程を有する総合制高等学校となる。
- 1954年（昭和29年）3月 - 定時制農業課程を廃止。
- 1958年（昭和33年）3月 - 定時制生活課程を廃止。
- 1961年（昭和36年）4月 - 通常制生活科を家政科に改称。
- 1964年（昭和39年）12月 - 農業課程の募集を停止し、園芸科を設置。
- 1968年（昭和43年）10月 - 「広島県立沼南高等学校」（現校名）に改称（県の後に「立」が付される）。
- 1971年（昭和46年）3月 - 北校舎が完成。
- 1972年（昭和47年）3月 - 体育館兼講堂が完成。
- 1973年（昭和48年）4月 - 緑地土木科を設置。
- 1974年（昭和49年）3月 - 格技場が完成。
- 1982年（昭和57年）3月 - 本館・クラブハウスが完成。
- 1993年（平成5年）4月 - 園芸科を「生産流通科」に・緑地土木科を「環境デザイン科」に改編。
- 1994年（平成6年）4月 - 沼南高校市民農園を開設。
- 1997年（平成9年）3月 - 校舎内にエレベーターを設置。
- 2003年（平成15年）4月 - 生産流通科と環境デザイン科を「園芸デザイン科」に改編。
- 2011年（平成23年）- 創立100周年を迎える。
- 2021年（令和3年）3月 - 普通科の募集停止[1]。